# ものづくり日本の奇跡
ものづくり日本の奇跡（ものづくりにっぽんのきせき）は、2015年3月に5回にわたってTBS系列にて放送されたワイドショードキュメンタリー番組である。
2016年9月3日には第2弾『日の丸テクノロジーがオリンピックを変えた 元気が出る60年物語』を放送した。

## 概要
「TBSテレビ開局60周年特別企画」第1弾を、5夜にわたり放送。戦後70年の節目の2015年、世界に誇るものづくりを通して過去に学び、日本の明日への指針を探る知的エンターテインメント番組。司会者2人それぞれの目線で、日本のものづくりの歴史と現在を分かりやすく伝える。各夜のテーマにふさわしいゲストも登場する。

## 司会者
- 安住紳一郎
- 綾瀬はるか

## 放送内容

### 2015年版
「TVステーション」（ダイヤモンド社）2015年6号より。
| 回 | 放送日 （全て2015年） | テーマ             | ゲスト            | 各回の粗筋 |
| -- | --------------------- | ------------------ | ----------------- | --- |
| 1  | 3月23日 （月曜）      | 暮らし             | 笹野高史 箭内光彦 | - 家電製品は近年小型化で高性能となる商品が次々と誕生しつつある。しかしこれらの家電製品は元々は大型家電であったが、なぜ日本人はこの家電の小型・高性能化にこだわりを持つのかを考察するとともに、通勤ラッシュの混雑緩和の大きな影響を持った自動改札機の開発にもスポットを当てる。 |
| 2  | 3月24日 （火曜）      | 和食               | 三國清三          | - 世界無形遺産として認定された和食。その和食は「うまみ」、特にその根幹となる「だし」が重要視される。この「だし」の基本である昆布の歴史を紐解くことで、和食の持つ日本の食文化のあり方、そして、日本人がどのようにしてうまみを手に入れたのかを再発見する。 |
| 3  | 3月25日 （水曜）      | 自動車             | 中嶋悟 松任谷正隆 | - 日本が世界一と誇れるものづくりについて、日本人の約7割は自動車と答える。世界に誇る日本の自動車産業の開発の歴史を見乍ら、日本車が世界一になるまでの様々な試行錯誤の数々を見ていく。 |
| 4  | 3月26日 （木曜）      | ファッション       | 森英恵            | - 日本の織物技術は、その日本の伝統技術を生かした洋服やドレス、更には民族衣装や車など幅広く使われている。特にジーンズは、本場・アメリカやヨーロッパでも、日本産が世界一だといわれているほど、多くの人たちに愛されているのはなぜなのか。そしてファッションづくりの原点となる生糸づくりをスタジオで再現するほか、近年の繊維を使った様々なものづくりに進出する日本の技術力についてみつめる。 |
| 5  | 3月28日 （土曜）      | 日本人の真価とは？ | ビートたけし      | - これまで4回は各分野ごとに日本のものづくり文化についてみてきたが、最終回は、1945年の終戦の日から戦後70年目の今日に至るまでを時系列をたどって見つめていく。日本の戦敗により焼け野原、食べるものも服を着るものもない状態で、まさに日本の戦後は0からのスタートだった。そこから、日本人のチャレンジ精神がどのように芽生えたのか、東京オリンピック誘致や高度経済成長による急激な発展、バブル景気崩壊後の厳しい経済環境の中で、世界に挑戦する日本のものづくりの歴史を見つめ、これからの日本のものづくりの在り方を、再現ドラマを交えながら考える。 |

## 主なスタッフ

### 2015年版（第５夜）
- 構成：佐藤雄介、恒川省三
- ナレーション：遠藤憲一、真地勇志、秀島史香
- TM：荒木健一
- TD：山田賢司
- VE：姫野雅美
- カメラ：中野真悟
- 音声：相馬 敦
- 照明：近藤明人
- 技術協力：麻布プラザ、ブイ・エス・ピー、東洋メディアサービス、WING-T、東通、名古屋東通
- 美術協力：アックス
- 美術プロデューサー：東 立（アズマリツ）
- 美術デザイナー：鈴木直人
- 美術制作：宗次宏光
- 装置：坂本 進
- 操作：山本晃靖
- 装飾：田村健治
- 電飾：伊吹英之
- アクリル装飾：渡邊卓也
- 特殊装置：高橋 出
- 衣装：原口恵里
- 化粧：菱沼佳子
- ビジュアルクリエーター：薗部 健（RAFT）
- 編集：伴 圭史
- TK：飛田亜也
- 音響効果：江本成治、天久俊一
- CG：岩屋朝仁、工藤理恵、南 弘樹、梅沢智仁／株式会社イマージュ
- アニメ制作：ディー・エル・イー
- ドラマ脚本：梅村真也、水野将良
- ドラマ演出：藤村和憲、長野友弘、三代川祐介
- ドラマ撮影：井出雅之、日暮 純、月村浩一
- ドラマ美術：本田邦宏（フジアール）
- ドラマ方言指導：川原亜紀子
- ドラマAP：荒井里衣
- リサーチ：野村直子、村田恭子、柴田雅毅
- 企画協力：樋口景一
- 編成：杉本 篤、荒井麻理子
- 宣伝：小林史明、小野 明
- 音楽：千住 明
- AP：斯波 豊、小川 望、前田泰一郎
- 映像・美術渉外：斉藤 純、永松浩一郎
- 取材ディレクター：上田 淳、西崎耕平、松本哲也、武藤直弥
- スタジオディレクター：福岡大司
- 協力プロデューサー：玉手義朗、竹元博文、遠藤千鶴子、矢野大亮、渡辺秀雄／春日孝夫、成田 肇、菊池計理、手塚公一
- 演出：野田裕司
- 総合演出：鴨下 潔
- プロデューサー：田代秀樹、根津千景、樋江井彰敏
- 総合プロデューサー：戸田郁夫
- 制作協力：EAST ENTERTAINMENT、TBSビジョン
- 製作著作：TBS

## 放送時間

### 2015年版
| 回 | 放送日          | 放送時間（JST） | 備考 |
| -- | --------------- | --------------- | --- |
| 1  | 3月23日（月曜） | 22:54 - 23:30   | - 22:54の『NEWS23』以降は全て36分繰り下げ（以下第4回まで同じ）。                                                                                              |
| 2  | 3月24日（火曜） | 22:54 - 23:30   | |
| 3  | 3月25日（水曜） | 22:54 - 23:30   | |
| 4  | 3月26日（木曜） | 22:54 - 23:30   | - なお3月27日（金曜）は、『中居正広の金曜日のスマたちへ』2時間SP（21:30 - 23:18） と『A-Studio』（23:30 - 0:00）が編成されるため休止。                        |
| 5  | 3月28日（土曜） | 21:00 - 23:18   | - 21:00の『日立 世界・ふしぎ発見!』と22:00の『新・情報7days ニュースキャスター』（安住アナとたけしが司会）は休止。21:54の各局別ミニ番組 枠は23:18へ繰り下げ。 |

### 2016年
| 放送日           | 放送時間      | 備考                                                                                           |
| ---------------- | ------------- | ---------------------------------------------------------------------------------------------- |
| 9月3日（土曜日） | 21:00 - 23:24 | 21:00の『ふしぎ発見』と22:00の『ニュースキャスター』、そして21:54の各局別ミニ番組 は全て休止。 |